# Parula
A Parula a madarak osztályának verébalakúak (Passeriformes) rendjébe és az újvilági poszátafélék (Parulidae) családjába tartozó nem. A fajokat átsorolták a Setophaga nembe.

## Rendszerezésük
A nemet Charles Lucien Jules Laurent Bonaparte 1838-ban, az alábbi 5 faj tartozott ide:
- Kirtland-poszáta (Parula  kirtlandii vagy Setophaga kirtlandii)
- tigrislombjáró (Parula  tigrina vagy Setophaga tigrina)
- kék lombjáró (Parula cerulea vagy Setophaga cerulea)
- északi lombposzáta (Parula americana vagy Setophaga americana)
- trópusi lombposzáta (Parula pitiayumi vagy Setophaga pitiayumi)